# Fabryka Sztuki
Fabryka Sztuki – instytucja kulturalna powstała 1 stycznia 2007 w Łodzi. Stworzyły ją wspólnie Łódź Art Center, Stowarzyszenie Teatralne Chorea i Urząd Miasta Łodzi. Instytucja o profilu edukacyjnym, która w swej działalności stara się przybliżać różne dziedziny twórczości kulturalnej – od muzyki i tańca, poprzez film i teatr, po prezentację najnowszych dokonań sztuk wizualnych. 

## Historia i działalność
Projekty organizowane przez Fabrykę Sztuki:
- Działalność Fabryki Sztuki to również realizowany od 2008 festiwal „Łódź Alternatywa", którego celem jest zaprezentowanie najciekawszych i najważniejszych wykonawców z krajowej sceny muzyki niezależnej[1][2][3].
- W ramach Fabryki Sztuki działa Stowarzyszenie Teatralne „Chorea”, które poza badaniami nad teatrem antycznym[4] i prezentacją ich rezultatów w postaci spektakli i koncertów (pod nazwą „Scena Fabryka”)[5] organizuje warsztaty teatralne oraz prowadzi interaktywne działania w przestrzeni miejskiej (cykl „Manewry Patriotyczne”)[6].
- Międzynarodowy Festiwal Teatralny Retroperspektywy jest organizowany przez Teatr CHOREA i odbywa się cyklicznie od 2010 w Fabryce Sztuki. Wydarzenie ma formę przeglądu teatralnego i prezentuje najatrakcyjniejsze propozycje teatralne, taneczne i muzyczne z Polski i świata[7].
- „Zona Sztuki Aktualnej”, to część Fabryki przedstawiająca prace autorów z dziedziny sztuk wizualnych. Poza indywidualnymi i zbiorowymi wystawami w galerii, w ramach „Zony" zorganizowano m.in. projekt „Biuro Podróży”, który był próbą zaszczepienia sztuki współczesnej w przestrzeni publicznej miasta[8].
- Część działalności odnosząca się do kinematografii to „Spotkania z filmem”, w której Fabryka prezentowała cykl „Kino Letnie” (produkcje z początków rozwoju kinematografii nierzadko ubarwiano graną na żywo muzyką autorstwa polskich wykonawców z kręgu muzyki alternatywnej), oraz cykl „Czwartki w Fabryce” (m.in. spotkania „Obraz w kadrze”, na których zaproszeni goście przybliżali malarskie inspiracje wybranych twórców filmowych)[9].
- Projekt „Re:source! Ukraine”, dedykowany artystom i twórcom kultury z Ukrainy, którzy na skutek działań wojennych muszą odnaleźć się na rynku europejskim i na nowo zbudować swoją karierę[10].
- „Modopolis. Forum Mody Polskiej” ma stanowić miejsce wymiany myśli i doświadczeń dla niezależnych projektantów, właścicieli marek, producentów, przedsiębiorców oraz studentów, którym bliskie są wartości zrównoważonego biznesu i etycznej mody[11].

Przy Fabryce Sztuki działa „Art_Inkubator”, projekt polegający na udostępnianiu lokali na preferencyjnych warunkach osobom fizycznym, które założą firmy w ramach Art_Inkubatora lub przedsiębiorstwa funkcjonujące nie dłużej niż rok przed przystąpieniem do konkursu.